# Speedster (jeu vidéo)
Speedster, dénommé Rush Hour aux États-Unis, est un jeu vidéo de course automobile développé par Clockwork Games et édité par Psygnosis, sorti en 1997 sur PlayStation et sous Windows.

## Système de jeu
Speedster est un jeu de course en vue de dessus. Il propose seize véhicules et huit tracés.